# Thierry Lebreton
Pour les articles homonymes, voir Le Breton et Lebreton.
 (octobre 2018).
Si vous disposez d'ouvrages ou d'articles de référence ou si vous connaissez des sites web de qualité traitant du thème abordé ici, merci de compléter l'article en donnant les références utiles à sa vérifiabilité et en les liant à la section « Notes et références ».
Thierry Lebreton est un décoriste de bande dessinée.

## Biographie
Au milieu des années 1980, Thierry Lebreton participe aux décors des planches de L'Apocalypse, série de Lefranc, dessinées par Gilles Chaillet avec il travaille également comme assistant pour les décors de la série Vasco jusqu'en 1989.

## Publications

### Décoriste
Lefranc
- t.8 L'Arme Absolue, 1982, Casterman, Décors Thierry Lebreton
Scénario : Jacques Martin - Dessin : Gilles Chaillet - Couleurs : Chantal Defachelle
- t.9 La Crypte, Casterman, 1984
Scénario : Jacques Martin - Dessin : Gilles Chaillet - Couleurs : Chantal Defachelle
- t.10 L'Apocalypse, Casterman, 1987
Scénario : Jacques Martin - Dessin : Gilles Chaillet - Couleurs : Chantal Defachelle
- t.11 La Cible, Casterman, 1989
Scénario : Jacques Martin - Dessin : Gilles Chaillet - Couleurs : Chantal Defachelle
- t.12 La Camarilla, Casterman, 1997
Scénario : Jacques Martin - Dessin : Gilles Chaillet - Couleurs : Chantal Defachelle
- t.13 Le Vol du Spirit, Casterman, 2000
Scénario : Jacques Martin - Dessin : Gilles Chaillet - Couleurs : Chantal Defachelle

Vasco
- 5 Les Barons, Le Lombard, 1987
Scénario et dessin : Gilles Chaillet - Couleurs : Chantal Defachelle
- 6 Ténèbres sur Venise, Le Lombard, 1987
Scénario et dessin : Gilles Chaillet - Couleurs : Chantal Defachelle
- 7 Le Diable et le Cathare, Le Lombard, 1988
Scénario et dessin : Gilles Chaillet - Couleurs : Chantal Defachelle
- 8 Le Chemin de Montségur, Le Lombard, 1989
Scénario et dessin : Gilles Chaillet - Couleurs : Chantal Defachelle